# Militärische Revolution
Das angelsächsische und westeuropäische Geschichtskonzept der Militärischen Revolution (Englisch: Military Revolution) wurde 1956 von Michael Roberts postuliert.
Der historiographische Ansatz beschreibt die schnell voranschreitende Entwicklung des Heerwesens in der Mitte des 17. Jahrhunderts im vorwiegend westeuropäischen Europa anhand folgender Überlegungen: Die Niederlande (Oranische Heeresreform) und Schweden entwickelten als erste die Lineartaktik (statt Gevierthaufen), was den effizienten Einsatz von Handfeuerwaffen ermöglichte und höhere Anforderungen an die Disziplinierung der Truppen stellte. Die Folgen waren neue Formen des militärischen Drills, Professionalisierung der Offiziere, Schlachten wurden kriegsentscheidend, der Krieg entfaltete eine vernichtendere Wirkung, Heere wuchsen massiv.
Dies führte zu höheren Anforderungen an die Logistik und Organisation, die die fürstliche Zentralgewalt besser erfüllen konnte als die Stände. Statt der ständigen Aufstellung und Abdankung von Söldnerheeren im Bedarfsfall setzte sich das auch in Friedenszeiten fortbestehende Söldnerheer durch. Dies bildete einen wesentlichen Schritt auf dem Weg zum staatlichen Gewaltmonopol, dass das private Kriegsunternehmertum ablöste.
Die politisch-sozialen Folgen waren der Ausbau der staatlichen Administration, der Ausbau des staatlichen Finanzsystems, die Verstetigung des Steuerwesens sowie erste Ansätze einer staatlichen Wirtschaftslenkung.